# 胃角
胃角（Angular incisure）とは、胃の幽門部に近く、胃の膨張状態によりいくらか形を変える切り込みが入ったように見える胃の小彎側の部分である。